# جوليس ماكسويل
جوليس ماكسويل (بالإنجليزية: Jules Maxwell)‏ هو كاتب أغاني بريطاني، ولد في 28 أكتوبر 1965 في Bangor, County Down ‏ في المملكة المتحدة.

## وصلات خارجية
- الموقع الرسمي
- جوليس ماكسويل على موقع IMDb (الإنجليزية)
- جوليس ماكسويل على موقع ميوزك برينز (الإنجليزية)